# The Express Envelope
The Express Envelope est un film muet américain réalisé par Kenean Buel et sorti en 1911.

## Fiche technique
- Titre : The Express Envelope
- Réalisation : Kenean Buel
- Société de production : Kalem Company
- Société de distribution : General Film Company
- Genre : Film dramatique
- Date de sortie :
  - États-Unis : 13 septembre 1911

## Distribution
- Guy Coombs : Tom Evans
- Anna Q. Nilsson : Hazel